# Genzo Kurita
Genzo Kurita (jap.: 栗田 源蔵; * 3. November 1926 in der Präfektur Akita; † 14. Oktober 1959 in Sendai) war ein japanischer Serienmörder.

## Leben
Genzo Kurita wurde 1926 als drittes von zwölf Kindern eines Fischers geboren. Sein Vater musste seinen Beruf jedoch wegen gesundheitlicher Probleme schon früh aufgeben, so dass seine Mutter nun als Ernährerin der Familie fungieren musste. Genzo verlebte seine Kindheit in Armut und wurde oft sich selbst überlassen. Als Junge trieb er sich in den Straßen herum. Hier soll er, wenn man seinen Angaben Glauben schenken darf, bereits als Kleinkind einen Mann kennengelernt haben, der ihm vermittelt haben soll, dass es befriedigend sei, Frauen beim Sex zu schlagen oder zu würgen.
Zu seinem physischen Makel, den er selbst als Erwachsener nie beseitigen konnte, zählte das Bettnässen. Als er in der dritten Klasse wegen starken Uringeruchs von seinen Klassenkameraden verspottet wurde, brach er die Schule bereits früh ab. Da er die Familie finanziell unterstützen musste, wurde er als Dienstjunge auf verschiedene Bauernhöfe geschickt. Doch da er zum einen weiterhin in sein Bett urinierte, aber auch, weil er kleinere Diebstähle beging, wurde er bereits nach relativ kurzer Zeit wieder entlassen.
1945, kurz vor Ende des Zweiten Weltkriegs, trat Genzo als Soldat in die Japanische Armee ein, doch wurde er zwei Monate später, wiederum wegen seines Bettnässens, entlassen. Danach fand er Arbeit in einer Kohlemine in Hokkaido, wo er lernte, im Kreis der physisch stärkeren Arbeitskollegen ebenfalls sich körperliche und mentale Härte anzutrainieren.
Seine kriminelle Karriere begann 1946, als überall in Japan der Schwarzmarkthandel florierte. Er stahl Waren und Güter und begann diese unter der Hand und zu leicht überhöhten Preisen zu verkaufen. Da nach dem verlorenen Krieg der Import von Nahrungsmitteln aus den Kolonien zusammenbrach und eine Hungersnot Japan heimsuchte, meinte Genzo ein lukratives Geschäft zu führen. Mehrmals wurde er von der Polizei verhaftet und ebenso nach einer Verwarnung wieder nach relativ kurzer Zeit freigelassen.
War er in jungen Jahren eher introvertiert und schüchtern, schuf er sich nun in der Unterwelt Japans einen Ruf als Kleinkrimineller und jemand, der Frauen sexuell missbrauchte. Auch war es ein kleiner Schritt hin zum Mörder.
Seinen ersten Doppelmord beging er im Februar 1948. Er hatte zwei Frauen kennengelernt, mit denen er gleichzeitig liiert war. Beiden hatte er die Ehe versprochen. Nach einer gemeinsamen Nacht mit einer der beiden erwürgte er sie, weil er die Fragen nach einem möglichen Hochzeitstermin nicht mehr hören konnte. Als die zweite Freundin von der Ermordung erfuhr, wollte sie zur Polizei gehen und Genzo anzeigen. Dieser erwürgte nun auch sie und verging sich postum an der Frau. Beide Leichen vergrub er am Strand von Numazu.
Drei Jahre später, am 8. August 1951, hielt er sich in der Präfektur Tochigi auf, als er in den Dörfern erneut nach Dingen Ausschau hielt, die er stehlen könnte. Hier brach er in ein Haus ein, in der sich eine 24-jährige Mutter und ihr Baby aufhielten. Genzo fiel über die Frau her, erwürgte sie, und vergewaltigte sie postum. Nachdem er das Haus nach Wertgegenständen durchsucht hatte, und er einige wertvolle Kimonos mitgenommen hatte, verließ er das Haus, ohne dem Baby etwas angetan zu haben.
Nur zwei Monate später, am 10. Oktober 1951, hielt sich Genzo in der Präfektur Chiba auf. Hier fiel ihm am Bahnhof von Kasuza-Okitsu eine 29-jährige Mutter mit ihren drei kleinen Kindern auf. Diese warteten auf den Vater, dessen Zug sich jedoch verspätet hatte. Genzo konnte die Frau überreden, sie mit seinem Auto nach Hause zu fahren. Doch stattdessen lenkte er sein Auto in die Nähe eines Felsens, des Osen-Korogashi. Hier warf er zunächst den ältesten Sohn und die Tochter im Grundschulalter in die Tiefe, vergewaltigte die Mutter und warf sie und den Säugling ebenfalls in die Tiefe. Die vier überlebten den Fall zunächst schwer verletzt, was Genzo bemerkte. Er kletterte hinunter an den Strand und vollbrachte sein blutiges Werk mit einem schweren Stein. Lediglich die älteste Tochter der Familie überlebte schwer verletzt. Sie gab der Polizei zwar wertvolle Hinweise auf den Täter, doch Genzo sollte noch zwei weitere Menschen töten, ehe man ihm habhaft werden konnte.
Am 13. Januar 1952, drei Monate nach dem Vorfall am Felsen, drang er in einem Vorort von Tokio in ein Haus ein, in dem sich eine 63 Jahre alte Frau und ihre 24-jährige Nichte aufhielten. Zunächst ermordete er die ältere der Frauen mit einem Küchenmesser. Danach erwürgte er die Nichte und verging sich an ihr. Bei der Flucht aus dem Haus ließ er das Messer zurück, auf dem die Polizisten seine Fingerabdrücke sicherstellen konnten. Da sie auch wertvolle Hinweise aus der Bevölkerung bekommen hatte, wurde Genzo Kurita drei Tage nach dem Doppelmord, am 16. Januar 1952, festgenommen.
Am 12. August 1952 wurde Genzo Kurita vom Bezirksgericht von Chiba wegen des Doppelmords an der Frau und ihrer Nichte zum Tod verurteilt. Ein Jahr später, am 21. Dezember 1953, wurde er wegen der übrigen sechs Morde vor dem Bezirksgericht von Utsunomiya ebenfalls zum Tod verurteilt. Genzo Kurita war der erste Mensch in der Geschichte Japans, der zweimal zum Tod verurteilt wurde. Genzo wollte zunächst eine Wiederaufnahme des Verfahrens, doch verzichtete er auf eine Berufung.
Er wurde ins Gefängnis Miyagi eingewiesen, wo er sich sehr rasch physisch, aber auch mental zu jenem unsicheren und schwächlichen Mann zurückentwickelte, der er war, bevor er begonnen hatte, als Kohlearbeiter in Hokkaido zu arbeiten. Auch begann er wieder vermehrt ins Bett zu nässen. Er verletzte sich mehrmals mit Glasscherben und soll "Ich will nicht sterben!" geschrien haben.
Am 14. Oktober 1959 wurde er im Alter von 32 Jahren mit einem Galgen gehängt.